# Менкара
Менкара — давньоєгипетський фараон з VIII династії.

## Життєпис
Фараон відомий тільки з Абідоського списку. Ані його гробниця, ані пам'ятники його правління нині не знайдені. Судячи з усього, його правління не перевищувало кілька років. Також існує думка єгиптолога Ньюберрі, що ім'я фараона є тронним іменем цариці Нейт-ікерті, дружини Пепі II.